# Athlétisme aux Jeux africains de 1973
Navigation
Brazzaville 1965 Alger 1978
Les épreuves d'athlétisme des 2e Jeux africains ont eu lieu en janvier 1973 à Lagos, au Nigeria. Parmi les trente-quatre épreuves figurant au programme (21 masculines et 13 féminines), dix nouvelles épreuves sont disputées pour la première fois dans cette compétition : le 10 000 m, le marathon et le lancer du marteau chez les hommes, le 200 m, le 400 m, le 800 m, le 1 500 m, le lancer du poids, le lancer du disque et le relais 4 × 400 m chez les femmes.
Ben Jipcho égale le record du monde du 3 000 mètres steeple de 8 min 20 s 8 établi par le Suédois Anders Gärderud le 14 septembre 1972 à Helsinki. 

## Résultats

### Hommes
| Event                | Or                                                                                       | Argent                                                                          | Bronze                                                                       |
| -------------------- | ---------------------------------------------------------------------------------------- | ------------------------------------------------------------------------------- | ---------------------------------------------------------------------------- |
| 100 mètres           | Ohene Karikari 10 s 60                                                                   | Barka Sy 10 s 67                                                                | John Mwebi 10 s 76                                                           |
| 200 mètres           | Ohene Karikari 21 s 13                                                                   | George Daniels 21 s 32                                                          | John Mwebi 21 s 53                                                           |
| 400 mètres           | Charles Asati 46 s 31                                                                    | Tegegne Bezabeh 46 s 8                                                          | Mulugeta Tadessa 47 s 17                                                     |
| 800 mètres           | Cosmas Silei 1 min 45 s 38                                                               | John Kipkurgat 1 min 47 s 29                                                    | Sid Ali Djouadi 1 min 48 s 70                                                |
| 1 500 mètres         | Filbert Bayi 3 min 37 s 23                                                               | Kip Keino 3 min 39 s 63                                                         | Shibru Regassa 3 min 40 s 04                                                 |
| 5 000 mètres         | Ben Jipcho 14 min 07 s 21                                                                | Miruts Yifter 14 min 07 s 57                                                    | Paul Mose 14 min 08 s 43                                                     |
| 10 000 mètres        | Miruts Yifter 29 min 04 s 6                                                              | Paul Mose 29 min 50 s 8                                                         | Richard Juma 29 min 24 s 3                                                   |
| Marathon             | Mamo Wolde 2 h 17 min 33 s                                                               | Lenyissa Bedame 2 h 18 min 16 s                                                 | Richard Mabuza 2 h 34 min 18 s                                               |
| 3 000 mètres steeple | Ben Jipcho 8 min 20 s 8                                                                  | Evans Mogaka 8 min 26 s 6                                                       | Yohannes Mohamed 8 min 32 s 81                                               |
| 110 mètres haies     | Fatwell Kimaiyo 14 s 19                                                                  | Aboyade Cole 14 s 54                                                            | Abdoulaye Sarr 14 s 56                                                       |
| 400 mètres haies     | John Akii-Bua 48 s 54                                                                    | William Koskei 50 s 22                                                          | Silver Ayoo 50 s 25                                                          |
| Saut en hauteur      | Abdulle Noor Wasughe 2,04 m                                                              | Sheikh Tidiane Faye 2,04 m                                                      | Ahmadou Evélé 2,00 m                                                         |
| Saut à la perche     | Mohamed Alaa Ghita 4,25 m                                                                | Lakhdar Rahal 4,20 m                                                            | Jean-Prosper Tsondzabéka 4,20 m                                              |
| Saut en longueur     | Joshua Owusu 8,00w m                                                                     | John Okoro 7,83 m                                                               | Mansour Dia 7,71 m                                                           |
| Triple saut          | Mansour Dia 16,53 m                                                                      | Abraham Munabi 16,26 m (NR)                                                     | Moise Pomaney 16,09 m                                                        |
| Lancer du poids      | Youssef Nagui Asaad 19,48 m                                                              | Namakoro Niaré 16,81 m                                                          | Jean-Marie Djebaili 16,63 m                                                  |
| Lancer du disque     | Namakoro Niaré 55,28 m                                                                   | Youssef Nagui Asaad 53,60 m                                                     | Denis Ségui Kragbé 52,12 m                                                   |
| Lancer du marteau    | Yovan Ochola 50,64 m                                                                     | Gabriel Luzira 49,86 m                                                          | Seifullah Negmeddin Shaheen 47,58 m                                          |
| Lancer du javelot    | Jacques Ayé Abehi 77,22 m                                                                | John Mayaka 71,08 m                                                             | François Ganongo 69,26 m                                                     |
| 4 × 100 mètres       | Nigeria Benedict Majekodunmi Kolawode Abdulai James Alani Olakunle Timon Oyebami 39 s 89 | Ghana Ohene Karikari George Daniels Kofi Okyir Albert Lomotey 40 s 01           | Côte d'Ivoire Koukau Komenan Amadou Meite Gaoussou Kone Kouami N'Dri 40 s 23 |
| 4 × 400 mètres       | Kenya Munyoro Nyamau ? William Koskei Charles Asati 3 min 06 s 38                        | Nigeria Mousa Dogon Yaro Bruce Ijirighwo Mamman Makama Robert Ojo 3 min 06 s 98 | Ouganda Remy Okida Daniel Oboth Silver Ayoo John Akii-Bua 3 min 07 s 21      |

### Femmes
| Event             | Or                                                       | Argent                                        | Bronze                                                             |
| ----------------- | -------------------------------------------------------- | --------------------------------------------- | ------------------------------------------------------------------ |
| 100 mètres        | Alice Annum 11 s 77                                      | Rose Asiedua 11 s 93                          | Utifon Ufon Oko 12 s 06                                            |
| 200 mètres        | Alice Annum 23 s 88                                      | Beatrice Ewuzie 24 s 78                       | Josephine Ocran 24 s 82                                            |
| 400 mètres        | Tekla Chemabwai 54 s 06                                  | Grace Bakari 55 s 63                          | Florence Mgbakwe 56 s 08                                           |
| 800 mètres        | Christine Anyakun 2 min 09 s 5                           | Rosalind Joshua 2 min 10 s 7                  | Helena Opoku 2 min 11 s 7                                          |
| 1 500 mètres      | Peace Kesiime 4 min 38 s 7                               | Mary Wagaki 4 min 38 s 8                      | Ruth Yeboah 4 min 42 s 3                                           |
| 100 mètres haies  | Modupe Oshikoya 14 s 28                                  | Emilia Edet 14 s 48                           | Budesia Nyakecho 15 s 29                                           |
| Saut en hauteur   | Modupe Oshikoya 1,71 m                                   | Agnes Aghagba 1,69 m                          | Magdalena Chesire 1,60 m                                           |
| Saut en longueur  | Modupe Oshikoya 6,16 m                                   | Margaret Odafin 6,07 m                        | Christine Kabanda 5,73 m                                           |
| Lancer du poids   | Evelyn Okeke 13,59 m                                     | Nnenna Njoku 12,39 m                          | Brigitte Goze 11,90 m                                              |
| Lancer du disque  | Rose Hart 41,06 m                                        | Adobi Okoli 40,82 m                           | Albestine de Zouza 38,20 m                                         |
| Lancer du javelot | Constance Rwabiryagye 47,50 m                            | Lilian Cherotich 41,94 m                      | Angelina Chekpiyeng 39,12 m                                        |
| 4 × 100 mètres    | Ghana ? Rose Asiedua Josephine Ocran Alice Annum 46 s 25 | Nigeria ? Ashanti Obi Utifon Ufon Oko 46 s 58 | Kenya Tekla Chemabwai Alice Adala Emily Kubasu Reboy James 48 s 53 |
| 4 × 400 mètres    | Ouganda 3 min 45 s 42                                    | Nigeria 3 min 45 s 69                         | Kenya 3 min 46 s 06                                                |

## Tableau des médailles
| Rang | Nation              | Or | Argent | Bronze | Total |
| ---- | ------------------- | -- | ------ | ------ | ----- |
| 1    | Kenya               | 7  | 8      | 8      | 23    |
| 2    | Ghana               | 7  | 4      | 4      | 15    |
| 3    | Ouganda             | 6  | 2      | 4      | 12    |
| 4    | Nigeria             | 5  | 12     | 2      | 19    |
| 5    | Éthiopie            | 2  | 3      | 3      | 8     |
| 6    | Égypte              | 2  | 1      | 1      | 4     |
| 7    | Sénégal             | 1  | 1      | 2      | 4     |
| 8    | Mali                | 1  | 1      | 0      | 2     |
| 9    | Côte d'Ivoire       | 1  | 0      | 3      | 4     |
| 10   | Somalie             | 1  | 0      | 0      | 1     |
| 10   | Tanzanie            | 1  | 0      | 0      | 1     |
| 12   | Algérie             | 0  | 1      | 2      | 3     |
| 13   | Gambie              | 0  | 1      | 0      | 1     |
| 14   | République du Congo | 0  | 0      | 2      | 2     |
| 15   | Cameroun            | 0  | 0      | 1      | 1     |
| 15   | Togo                | 0  | 0      | 1      | 1     |
| 15   | Swaziland           | 0  | 0      | 1      | 1     |